# 鹿妙夷
鹿妙夷（2010年3月—），中国女子国际象棋棋手、国际象棋女子特级大师。

## 生平
鹿妙夷的母亲是国际象棋女子特级大师、前世界青年女子冠军徐媛媛，父亲则是一位业余棋手。她从幼时起随母亲学棋。
2020年，鹿妙夷先后在捷克布拉格公开赛、波兰公开赛、贝尔格莱德女子特级大师循环赛中夺冠。同年加入中国棋院杭州分院。2022年2月，她在塞尔维亚举办的IM ASK 5公开赛中以5.5/9分的成绩夺得冠军，由此得到女子国际大师（WIM）称号。2023年晋升女子特级大师。